# Arka Gdynia (Basketball)
Arka Gdynia ist ein polnischer Basketballverein aus der nordpolnischen Stadt Gdynia, der in der Polska Liga Koszykówki, der höchsten polnischen Basketballliga, spielt. Dort gelang dem Verein mehrfach der Gewinn des Meistertitels.

## Geschichte
Gegründet wurde der Verein erst vor wenigen Jahren, da bis zur Saison 2007/2008 unter Prokom Trefl Sopot bzw. 2008/2009 Asseco Prokom Sopot gespielt wurde. Aufgrund von Meinungsverschiedenheiten im Management beschloss Ryszard Krauze, Unternehmer und Hauptsponsor, sein eigenes Team in der Nachbarstadt Gdynia aufzubauen. Mit der Saison 2009/2010 starteten nun zwei unabhängig Vereine aus dem Dreistädtebund in der höchsten polnischen Spielklasse – Asseco Prokom Gdynia und Trefl Sopot. Als Austragungsort wurde die Hala Sportowo-Widowiskowa Gdynia mit 4.334 Plätzen ausgewählt. In den darauffolgenden Jahren wurde ohne große Mühe an die Erfolge angeknüpft und jedes Jahr die Meisterschaft gewonnen. Bis zur Saison 2011/12, wo beide Mannschaften erstmals im Finale aufeinander trafen und Gdynia die Best-of-seven-Serie mit 4:3 für sich entschied, wurden alle Derbys von Gdynia gewonnen. Bemerkenswert ist die Tatsache, dass die Derbys in der Ergo Arena, in der Asseco Prokom auch seine Heimspiele in der Euroleague spielt und die ansonsten die Heimspielstätte von Trefl Sopot ist, von über 10.000 Zuschauern besucht werden.
Bisher kam die Mannschaft in europäischen Wettbewerben selten über die Vorrunde hinaus. Ausnahme war vor Beginn der Siegesserie in der polnischen Meisterschaft das Erreichen des Finalspiels der FIBA EuroCup Challenge 2003, eines mittlerweile eingestellten Wettbewerbs für europäische Vereine, die keine Teilnahme an drei höherrangigen europäischen Vereinswettbewerben erreicht hatten. Im Finale war mit einem Punkt dem griechischen Verein Aris Thessaloniki unterlegen. 2010 erreichte mit dem auch aus der deutschen Basketball-Bundesliga bekannten US-Amerikaner Ronald Burrell und dem deutschen Nationalspieler Jan-Hendrik Jagla das Viertelfinale im höchsten europäischen Vereinswettbewerb EuroLeague, in dem man in vier Spielen dem späteren Finalisten Olympiakos Piräus unterlag. Das Erreichen der Play-off-Serie der besten acht europäischen Mannschaften wurde als großer Erfolg angesehen. Insbesondere US-amerikanische Importspieler nutzen die Bühne EuroLeague bei Asseco Prokom, um sich für besser dotierte Verträge in südeuropäischen Ligen oder in Russland zu empfehlen. Nach dem Viertelfinaleinzug 2010 wechselte beispielsweise David Logan in die spanische Liga ACB, während Qyntel Woods nach Russland ging.